# دیانوواتس
دیانوواتس (به صربی: Dejanovac) یک منطقهٔ مسکونی در صربستان است که در Knjaževac واقع شده‌است. دیانوواتس ۲۷ نفر جمعیت دارد.